# الشراكة (المنزه)
الشراكة هي إحدى مشيخات المملكة المغربية، تتبع جغرافيا لعمالة الصخيرات تمارة وإداريًا لالمنزه. يقدر عدد سكانها بـ 1024 نسمة حسب الإحصاء الرسمي للسكان والسكنى لسنة 2004.